# Минералвелс (Западна Вирџинија)
Минералвелс (енгл. Mineralwells) насељено је место без административног статуса у америчкој савезној држави Западна Вирџинија.

## Демографија
По попису из 2010. године број становника је 1.950, што је 90 (4,8%) становника више него 2000. године.
| Група             | 2000.         | 2010.         |
| Белци             | 1.832 (98,5%) | 1.875 (96,2%) |
| Афроамериканци    | 3 (0,2%)      | 17 (0,9%)     |
| Азијати           | 4 (0,2%)      | 9 (0,5%)      |
| Хиспаноамериканци | 4 (0,2%)      | 15 (0,8%)     |
| Укупно            | 1.860         | 1.950         |